# Graydon Oliver
Graydon Oliver (* 15. Juni 1978 in Miami) ist ein ehemaliger US-amerikanischer Tennisspieler.

## Karriere
Der Doppelspezialist gewann im Laufe seiner Karriere vier Titel auf der ATP Challenger Tour und vier auf Ebene der ATP Tour. Darüber hinaus stand er vier weitere Male in einem ATP-Finale. Sein bestes Grand-Slam-Resultat erzielte er mehrfach mit dem Erreichen des Achtelfinals in Wimbledon und bei den US Open. 2004 wurde er nach einem auf Hydrochlorothiazid positiven Dopingtest für zwei Monate gesperrt.
Seine höchste Platzierung in der Tennis-Weltrangliste erreichte er im Einzel mit Rang 865 am 31. März 2003 und im Doppel mit Platz 29 am 15. August 2005.

## Erfolge
| Legende (Anzahl der Titel)    |
| Grand Slam                    |
| Tennis Masters Cup            |
| ATP World Tour Masters 1000   |
| ATP International Series Gold |
| ATP International Series (4)  |

### Doppel

#### Turniersiege
| Nr. | Datum              | Turnier      | Belag     | Partner             | Finalgegner                    | Ergebnis         |
| --- | ------------------ | ------------ | --------- | ------------------- | ------------------------------ | ---------------- |
| 1.  | 29. September 2002 | Hongkong     | Hartplatz | Jan-Michael Gambill | Wayne Arthurs Andrew Kratzmann | 6:72, 6:4, 7:64  |
| 2.  | 19. September 2004 | Peking       | Hartplatz | Justin Gimelstob    | Alex Bogomolow Taylor Dent     | 4:6, 6:4, 7:66   |
| 3.  | 3. Oktober 2004    | Bangkok      | Hartplatz | Justin Gimelstob    | Yves Allegro Roger Federer     | 5:7, 6:4, 6:4    |
| 4.  | 25. Juli 2005      | Indianapolis | Hartplatz | Paul Hanley         | Simon Aspelin Todd Perry       | 6:2, 3:1 Aufgabe |

#### Finalteilnahmen
| Nr. | Datum           | Turnier     | Belag     | Partner             | Finalgegner                | Ergebnis   |
| --- | --------------- | ----------- | --------- | ------------------- | -------------------------- | ---------- |
| 1.  | 28. April 2002  | Houston (1) | Sand      | Jan-Michael Gambill | Mardy Fish Andy Roddick    | 4:6, 4:6   |
| 2.  | 6. Oktober 2002 | Tokio       | Hartplatz | Jan-Michael Gambill | Jeff Coetzee Chris Haggard | 6:74, 4:6  |
| 3.  | 27. April 2003  | Houston (2) | Sand      | Jan-Michael Gambill | Mark Knowles Daniel Nestor | 4:6, 3:6   |
| 4.  | 4. Juli 2005    | Newport     | Rasen     | Travis Parrott      | Jordan Kerr Jim Thomas     | 6:75, 6:75 |